# Trest smrti ve Spojeném království

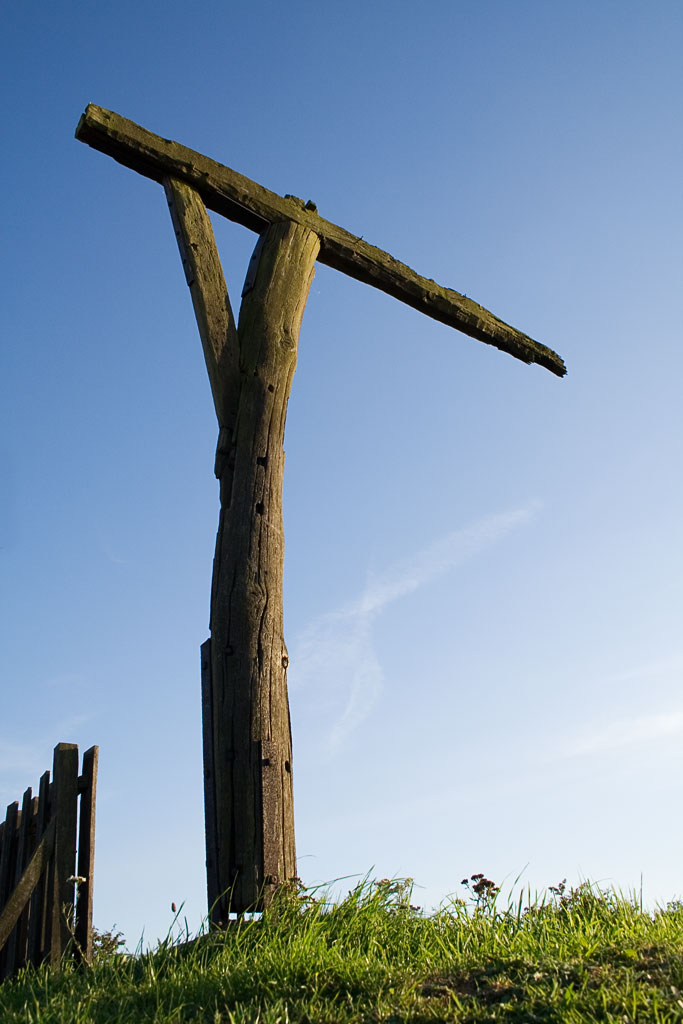
Zrekonstruovaná šibenice na Caxton Gibbet v Cambridgeshire

Trest smrti ve Spojeném království se používal od starověku až do 2. poloviny 20. století. Poslední lidé byli ve Spojeném království oběšeni v roce 1964. V roce 1965 byl výkon trestu smrti za vraždu pozastaven a ve většině zemi zcela zrušen v roce 1969. V Severním Irsku byl zrušen v roce 1973. I když se trest smrti v zemi nepoužíval, zůstal právně definovanou formou trestu za některé trestné činy, jako je vlastizrada. Zcela zrušen za všechny trestné činy byl v roce 1998.
Spojené království jako člen Rady Evropy podepsalo a ratifikovalo protokol č. 6 Úmluvy o ochraně lidských práv a základních svobod i protokol č. 13 Úmluvy o ochraně lidských práv a základních svobod. Protokol č. 6 byl ratifikován dne 20. května 1999 a vešel v platnost dne 1. června 1999. Protokol č. 13 byl ratifikován dne 10. října 2003 a v platnost vešel dne 1. února 2004.

## Historie

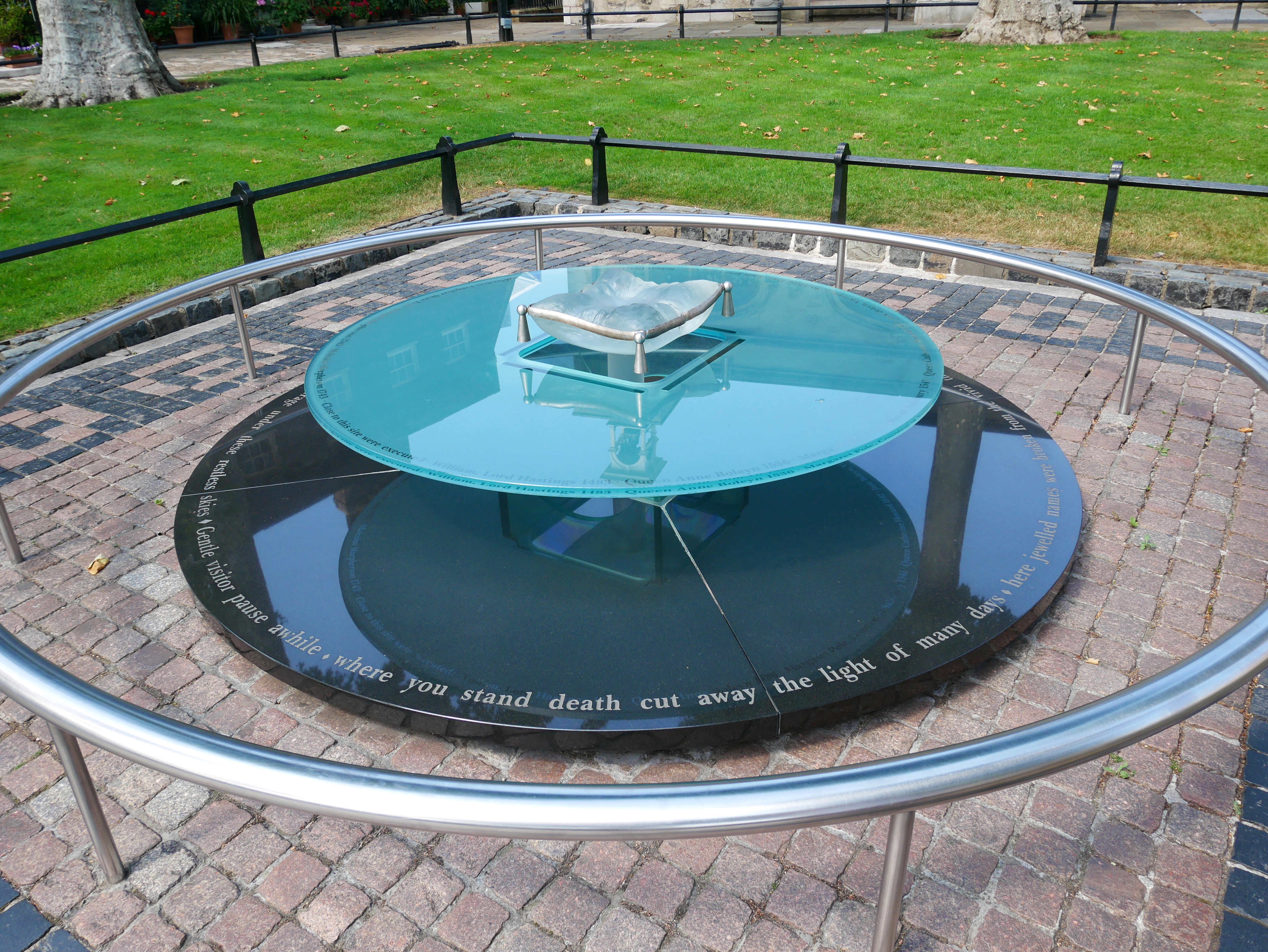
Execution Memorial, Tower Green v Toweru

Podle proslovu sira Samuela Romillyho v roce 1810 v Dolní sněmovně Spojeného království neexistovala v té době žádná jiná země na celém světě, ve které by bylo tolik různých trestných činů trestáno smrtí tak jako v Anglii. Na vrcholu platnosti tzv. Krvavého zákoníku existovalo přibližně 220 trestných činů, za které bylo možné uložit trest smrti, včetně například trestného činu „žití s cikány po dobu jednoho měsíce“, za „silné důkazy o zlovolnosti u dítěte ve věku sedm až čtrnáct let“ či za „začernění obličeje nebo použití přestrojení při páchání trestného činu“. Mnoho z těchto trestných činů zavedli Whigové za účelem ochrany majetku bohaté třídy, která se objevila v první polovině 18. století. Tomuto trendu odpovídá i přijetí tzv. Černého zákoníku z roku 1723, který zavedl padesát hrdelních trestných činů za různé krádeže či pytláctví. Trest smrti tak hrozil například za krádež v obchodě či za krádež ovcí, dobytka a koní. Před zrušením trestu smrti za krádeže v roce 1832 byl tento trest v anglickém právu hojně využíván. Udělen byl například i za krádež zboží v hodnotě dvanácti pencí. Zatímco popravy za vraždu, vloupání či loupeže byly běžné, tresty smrti udílené nezletilým pachatelům nebyly často vykonávány. Trest smrti mohl být zmírněn nebo odložen, a to i natrvalo, z důvodů jako udělení oficiální milosti, těhotenství pachatelky nebo z důvodu výkonu vojenské či námořní služby. V letech 1770 až 1830 bylo v Anglii a Walesu vyneseno odhadem 35 000 rozsudků smrti. Vykonán byl přibližně v 7 000 případech.

### Reforma

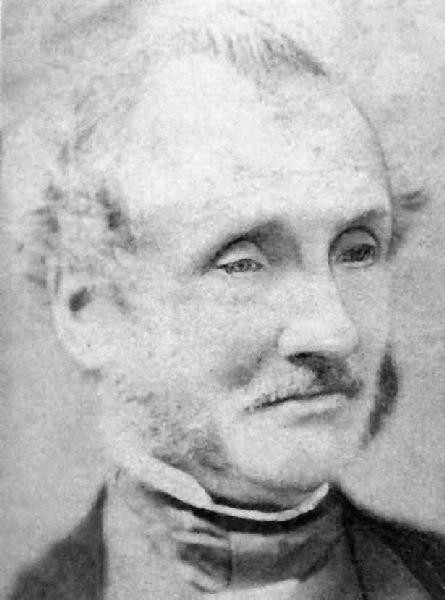
Kat William Marwood

V roce 1808 Romilly nechal zrušit trest smrti pro kapsáře a pachatele menších deliktů, čímž započala řada reforem, které probíhaly v následujících padesáti letech. Trest smrti byl povinný, ačkoliv byl často vládou zmírňován. Zákon Judgement of Death Act 1823 udělil soudcům pravomoc zmírňovat trest smrti s výjimkou vlastizrady a vraždy. Zákon o trestu smrti z roku 1832 snížil počet hrdelních zločinů o dvě třetiny. V roce 1832 byl zrušen trest smrti za krádež, za padělání s výjimkou padělání poslední vůle a některých plných mocí.
Gibbetování bylo zrušeno v roce 1832 a věšení na řetězech bylo zrušeno v roce 1834. V roce 1837 byl zrušen trest smrti za padělání závěti a plných mocí. Trest smrti za znásilnění a některé další trestné činy byl zrušen zákonem o nahrazení trestů smrti z roku 1841 (Substitution of Punishments of Death Act 1841). V roce 1861 byl opětovně počet civilních hrdelních zločinů snížen. Nadále mohl být udělen za vraždu, vlastizradu, špionáž, žhářství v královských loděnicích a pirátství spojeném s násilím. Existovaly i dalších trestné činy podle válečného práva, za které bylo možné udělit trest smrti. Povinně byl i nadále trest smrti udílen za vlastizradu a vraždu, pokud jej nezmírnil panovník.
Královská komise pro trest smrti v letech 1864 až 1866 dospěla k závěru, že neexistuje důvod pro zrušení trestu smrti, ale doporučila ukončit veřejné popravy. Tento návrh byl zahrnut do zákona o trestu smrti z roku 1868. Od té doby se popravy prováděly výhradně ve věznicích. V roce 1870 byl zrušen trest stětí a rozčtvrcení za vlastizradu. Naposledy byl takový trest vykonán v roce 1820 a poslední takový rozsudek byl vynesen v roce 1839.

### 20. století
V roce 1908 zákon o dětech (Children Act 1908) zakázal popravy osob mladších 16 let. V roce 1922 byl zaveden nový trestný čin infanticida, který nahradil trestný čin vraždy pro matky, které zabily své děti v prvním roce jejich života. V roce 1930 parlamentní výbor doporučil, aby byl trest smrti na dobu pěti let pozastaven, ale nebyla přijata žádná příslušná opatření. Od roku 1931 nesměly být popravovány těhotné ženy. Běžnou praxí však již 18. století bylo, že jim byly tresty smrti vždy zmírňovány.
V roce 1933 byl podle zákona o dětech a mladistvých (Children and Young Persons Act 1933) minimální věk pro trest smrti zvýšen na 18 let. Posledním popraveným mladším 18 let byl Charles Dobel, který byl oběšen v Maidstone spolu se svým osmnáctiletým komplicem Williamem Gowerem v lednu 1889 ve věku 17 let. Posledním mladistvým odsouzeným k trestu smrti byl Harold Wilkins, který byl ve věku 16 let odsouzen v roce 1932 za sexuálně motivovanou vraždu, ale vzhledem ke svému věku mu byl trest zmírněn.
V roce 1938 byla otázka zrušení trestu smrti předložena parlamentu. Klauzule v návrhu předloženého zákona o trestním soudnictví požadovala experimentální pozastavení trestu smrti po dobu pěti let. Když v roce 1939 vypukla druhá světová válka, byl návrh zákona odložen.

#### Poválečné období
Ministr vnitra James Chuter Ede zřídil novou královskou komisi, Královskou komisi pro trest smrti 1949–1953, s pokyny, aby se zabývala otázkou omezení či upravení odpovědnosti za trest smrti. Zpráva komise projednávala řadu alternativ k popravě oběšením, včetně elektrického křesla, plynové komory, popravy smrtící injekcí, popravy zastřelením či stětí gilotinou. Všechny však komise zamítla. Větší potíže měla s otázkou trestu smrti. Populární byl v té době názor, že trest smrti může sloužit jako odstrašující prostředek pro zločince, ale statistiky ve zprávě byly neprůkazné. I když zpráva vypracovaná komisí z etického hlediska doporučovala jeho zrušení, nezmiňovala se o možných justičních omylech. V té době veřejností rezonovala nespokojenost s verdiktem v případu Timothyho Evanse, který byl v roce 1950 odsouzen a oběšen za vraždu své malé dcery. V roce 1953 se však ukázalo, že ve stejném domě, kde žil Evans, uškrtil John Christie nejméně šest žen. Christie se přiznal i k zabití Evansovy manželky. Ve stejném období se objevily i další případy, s pochybnostmi o odsouzeních a následném vykonání popravy, jako například případ Dereka Bentleyeho. Komise nakonec dospěla k závěru, že pokud nebude mít zrušení trestu smrti veřejnou podporu, měl by být zachován.
V letech 1900 až 1949 bylo v Anglii a Walesu popraveno 621 mužů a 11 žen. Během první světové války bylo popraveno deset německých agentů podle zákona o obraně říše z roku 1914 (Defence of the Realm Act 1914). Podle zákona o vlastizradě z roku 1940 (Treachery Act 1940) bylo během druhé světové války popraveno šestnáct špionů.
V roce 1957 další řada kontroverzních případů znovu upozornila na problematiku trestu smrti. V roce 1957 byl přijat nový zákon o vraždách (Homicide Act 1957), který rozlišoval vraždu s možným udělením trestu smrti a bez možnosti udělení trestu smrti. Nadále tak mohl být trest smrti za vraždu udělen pouze v šesti specifických případech, a to za vraždu policisty, vraždu příslušníka vězeňské stráže vězněm, za vraždu při střelbě nebo výbuchu, za vraždu při odporu při zatýkání nebo během útěku, za vraždu při loupeži a za druhou vraždu spáchanou při různých příležitostech (v tomto případě se obě vraždy musely stát ve Spojeném království). Policie i vláda zastávaly názor, že trest smrti odrazuje pachatele od nošení střelných zbraní, a proto v takových případech zůstal trest smrti zachován.

#### Poslední popravy a rozsudky smrti
Ve Walesu byla poslední poprava vykonána dne 6. května 1958. Tehdy byl popraven 24letý Vivian Teed za vraždu poštovního úředníka z Fforestfachu. V Severním Irsku poslední poprava proběhla dne 20. prosince 1961 v Crumlin Road Gaol v Belfastu. Popraven byl Robert McGladdery za vraždu Pearl Gamble. Ve Skotsku byl jako poslední popraven Henry John Burnett dne 15. srpna 1963. Oběšen byl v Craiginches Prison v Aberdeenu za vraždu námořníka Thomase Guyana.
Poslední poprava ve Spojeném království byla vykonána v Anglii dne 13. srpna 1964. Oběšeni byli Peter Anthony Allen ve Walton Prison v Liverpoolu a Gwynne Owen Evans v Strangeways Prison v Manchesteru za vraždu Johna Alana Westa. Jako poslední žena byla ve Spojeném království popravena v roce 1955 Ruth Ellis za vraždu svého milence Davida Blakelyho.
Ve Walesu byl poslední rozsudek smrti vynesen nad Edgarem Blackem, který byl 6. listopadu 1963 zmírněn. Edgar Black zastřelil v Cardiffu milence své ženy. Ve Skotsku byl jako poslední k trestu smrti v roce 1964 odsouzen Patrick McCarron za zastřelení své manželky. V roce 1970 spáchal ve vězení sebevraždu. V Anglii byl jako poslední k trestu smrti odsouzen David Chapman, který byl v listopadu 1965 odsouzen k trestu smrti oběšením za vraždu ponocného u bazénu ve Scarborough. Z vězení byl propuštěn v roce 1979 a později zemřel při autonehodě.
V celém Spojeném království byl poslední rozsudek trestu smrti vynesen v Severním Irsku v roce 1973. Odsouzen byl Liam Holden za vraždu britského vojáka během nepokojů v Severním Irsku. V roce 2012 bylo jeho odsouzení zrušeno na základě odvolání s odůvodněním, že jeho přiznání bylo získáno mučením.

## Zrušení trestu smrti
V roce 1965 labouristický poslanec Sydney Silverman, který se zavázal ke zrušení trestu smrti před více než dvaceti lety, představil návrh zákona o pozastavení trestu smrti za vraždu. Tento návrh byl předán k hlasování v Dolní sněmovně. Návrh zákona byl schválen a následně prošel i Sněmovnou lordů. Ve všeobecných volbách v roce 1966 se ve volebním obvodu Nelson and Colne postavil proti Silvermanovi Patrick Downey, strýc Lesley Anne Downey, jedné z obětí tzv. vrahů z močálů. Downey získal přes pět tisíc hlasů, tedy 13,7 %, a dosáhl tak od roku 1945 nejlepšího výsledku jako opravu nezávislý kandidát.
Zákon o vraždě z roku 1965 (Murder (Abolition of Death Penalty) Act 1965) ve Spojeném království, s výjimkou Severního Irska, pozastavil trest smrti na dobu pěti let a nahradil jej trestem odnětí svobody na doživotí. Také v něm bylo uvedeno, že pokud během pětiletého období přijmou obě komory parlamentu usnesení o trvalé účinnosti, pak měl daný zákon platit i nadále. V roce 1969 ministr vnitra James Callaghan podal návrh, aby zákon platil trvale. V Dolní sněmovně byl schválen 16. prosince 1969 a ve Sněmovně lordů pak 18. prosince 1969. V Severním Irsku byl trest smrti zrušen 25. července 1973.
Po zrušení trestu smrti za vraždu se v Dolní sněmovně až do roku 1997 během každého následujícího nového parlamentu hlasovalo o obnovení trestu smrti. Takový návrh byl vždy zamítnut, ale trest smrti zůstal dál v platnosti za jiné trestné činy. V roce 1971 byl trest smrti zrušen za žhářství či způsobení výbuchu v námořní loděnici, na lodi, v muničním skladu nebo ve skladišti, v roce 1981 za špionáž, v září 1998 za pirátství spojené s násilím a vlastizradu a v listopadu 1998 za některé čistě vojenské trestné činy spadající pod jurisdikci ozbrojených sil. Před svým úplným zrušením v roce 1998 mohl být udělen ve vojenském právu za pomoc nepříteli, blokování vojenských operací, dávání falešných vzdušných signálů, vzpouru nebo podněcování ke vzpouře, závažné pochybení v akci a za neschopnost potlačit vzpouru s úmyslem pomoci nepříteli. Po zrušení trestu smrti za vraždu však nebyl nikdo za žádný z těchto trestných činů k trestu smrti odsouzen a ve Spojeném království nebyly vykonány další popravy.
Nicméně až do roku 1994 zůstala v HMP Wandsworth v Londýně funkční šibenice, jejíž funkce byla každý šest měsíců až do roku 1992 testována. Poté byla umístěna do National Justice Museum v Nottinghamu.

## Zámořská území
Zámořská území nejsou ústavně součástí Spojeného království. Nicméně konečná odpovědnost za správu těchto území vedla britskou vládu ke zrušení všech zákonných ustanovení o trestu smrti na těchto územích. Jako poslední byli na Bermudách popraveni v roce 1977 dva muži, Larry Tacklyn a Erskine Burrows za vraždu tehdejšího guvernéra sira Richarda Sharplese. Na Anguille, Britských Panenských ostrovech, Kajmanských ostrovech, Montserratu a Turks a Caicos byl trest smrti zrušen v roce 1991. Britská vláda však nebyla schopna rozšířit toto zrušení i na Bermudy, nejautonomnější zámořské území Spojeného království. Po nátlaku v roce 1999 zavedla bermudská vláda příslušnou legislativu o zrušení trestu smrti.

## Veřejné mínění
Od zrušení trestu smrti v roce 1965 se neustále opakují výzvy veřejnosti i médií po jeho znovuzavedení, které podnítily zejména známé případy vražd. Na druhou stranu od roku 1965 došlo k řadě justičních omylů, kdy osobám odsouzeným za vraždu byly později jejich rozsudky zrušeny na základě jejich odvolání a následně byly propuštěni z vězení. Tato skutečnost tak podporuje argumenty těch, kteří jsou proti znovuzavedení trestu smrti. Mezi tyto justiční omyly patří Birmingham Six, šest Irů odsouzených na doživotí v roce 1975 za bombový útok, jejichž trest soud v roce 1991 zrušil, Guildford Four, Stephen Downing, který byl v roce 2001 propuštěn poté, co si odseděl 27 let za vraždu ženy na hřbitově a Barry George, když jeho odsouzení za vraždu televizní moderátorky Jill Dando bylo v roce 2007 zrušeno.
Jedním z prvních veřejností vysoce sledovaných případů vraždy, které vyvolalo široké volání po obnovení trestu smrti, byl v roce 1966 soud s tzv. vrahy z močálů. Během procesu byli Ian Brady a Myra Hindleyová odsouzeni k trestu odnětí svobody na doživotí za vraždy dvou dětí a mladistvého v oblasti Manchesteru. Později se doznali k dalším dvěma vraždám. Podobnou odezvu měla i vražda tří policistů v roce 1966 v Londýně. Mezi další případy, které vyvolaly širokou podporu po obnovení trestu smrti patří „yorkshirský rozparovač“ Peter Sutcliffe, odsouzený v roce 1981 za vraždu třinácti žen a z útoku na dalších sedm, Roy Whiting, který zavraždil sedmiletou dívku v Západním Sussexu v roce 2000 a Ian Huntley, školník z Cambridgeshire, který v roce 2002 zabil dvě desetileté dívky.
Podle televizního průzkumu z roku 2009 se 70 % respondentů vyslovilo pro obnovení trestu smrti za některý z trestných činů jako ozbrojená loupež, znásilnění, terorismus, vražda dospělého, vražda dítěte, znásilnění dětí, vlastizrada, zneužívání dítěte či únos. Nejvíce lidí podporovala trest smrti za vraždu dospělé osoby. Podle průzkumu z března 2015 klesla podpora trestu smrti ve Spojeném království na 48 %.